# Anne Stine Ingstad
Anne Stine Ingstad (11. februar 1918 - 6. november 1997) var en norsk arkæolog, der sammen med sin mand Helge Ingstad, opdagede resterne af en vikingebosættelse i L'Anse aux Meadows i den canadiske provins Newfoundland and Labrador i 1960, hvilket er blevet brugt som nogle af de tidlige fysiske beviser på Nordboernes kolonisering af Nordamerika.